# サッカーニーダーザクセン代表
サッカーニーダーザクセン代表（サッカーニーダーザクセンだいひょう）は、ニーダーザクセン州サッカー協会により編成されるドイツ・ニーダーザクセン州のサッカーのナショナルチームである。ニーダーザクセン州代表は、FIFA及び、UEFAに加盟していないため、ワールドカップ、EUROに参加できず、他のチームとの対戦も、国際Aマッチとは認められない。
2005年6月11日にNF-Boardの準会員に加盟したが、2014年1月現在、ナショナルチームとの対外試合を1戦も行っていない。